# Кристин (циклон)
Тропический циклон Кристин (англ. Tropical Cyclone Christine) — третий тропический циклон в сезоне циклонов австралийского региона 2013 — 2014 годов. Он обрушился на Западную Австралию в полночь 31 декабря 2013 года.

## Метеорологическая история
25 декабря Австралийское бюро метеорологии сообщило, что у обширной муссонной циркуляции, которую они наблюдали к северо-западу от Западной Австралии, возник отдельный центр циркуляции. В течение нескольких следующих дней система медленно развивалась дальше, перемещаясь на юго-запад, пока 28 декабря БМ не сообщило, что система развилась в тропический циклон категории 1 по австралийской шкале интенсивности тропических циклонов и назвало её «Кристин».

Он усилился до шторма категории 2 на 29 декабря, категории 3 на 30 декабря, а затем маргинальной категории 4 в тот же день. Были выпущены предупреждения для районов между Дерби и Эксмутом, простирающихся вглубь страны за пределами Пилбары до Среднего Запада и Голдфилдс-Эсперанс вокруг Уилуна и Ленстера.
Циклон «Кристин» остановился между городами Роборн и Уим Крик, усилившись около полуночи 31 декабря, причем глаз урагана проходил через сам Роборн, а Уикхем находился на краю глаза. Шторм начал поворачивать на юго-восток и стал медленно ослабевать.